# NGC 2105
NGC 2105 (również ESO 86-SC29) – gromada otwarta, znajdująca się w gwiazdozbiorze Złotej Ryby. Należy do Wielkiego Obłoku Magellana. Odkrył ją John Herschel 2 stycznia 1837 roku.